# العلاقات الإثيوبية القطرية
العلاقات الإثيوبية القطرية هي العلاقات الثنائية التي تجمع بين إثيوبيا وقطر.

## مقارنة بين البلدين
هذه مقارنة عامة ومرجعية للدولتين:
| وجه المقارنة                                              | إثيوبيا                        | قطر           |
| --------------------------------------------------------- | ------------------------------ | ------------- |
| المساحة (كم2)                                             | 1.10 مليون                     | 11.44 ألف     |
| عدد السكان (نسمة)                                         | 104.96 مليون                   | 2.64 مليون    |
| الكثافة السكانية (ن./كم²)                                 | 95.42                          | 230.77        |
| العاصمة                                                   | أديس أبابا                     | الدوحة        |
| اللغة الرسمية                                             | اللغة الأمهرية                 | اللغة العربية |
| العملة                                                    | بير إثيوبي                     | ريال قطري     |
| الناتج المحلي الإجمالي (بليون دولار)                      | 80.56 مليار                    | 167.61 مليار  |
| الناتج المحلي الإجمالي (تعادل القوة الشرائية) بليون دولار | 161.90 مليار                   | 316.40 مليار  |
| الناتج المحلي الإجمالي الاسمي للفرد دولار أمريكي          | 619                            | 73.65 ألف     |
| الناتج المحلي الإجمالي للفرد دولار أمريكي                 | 1.50 ألف                       | 141.54 ألف    |
| مؤشر التنمية البشرية                                      | 0.442                          | 0.850         |
| رمز المكالمات الدولي                                      | +251                           | +974          |
| رمز الإنترنت                                              | .et                            | .qa           |
| المنطقة الزمنية                                           | ت ع م+03:00، توقيت شرق أفريقيا | ت ع م+03:00   |

## منظمات دولية مشتركة
يشترك البلدان في عضوية مجموعة من المنظمات الدولية، منها:
| علم المنظمة | اسم المنظمة                        | تاريخ انضمام إثيوبيا | تاريخ انضمام قطر |
| ----------- | ---------------------------------- | -------------------- | ---------------- |
|             | الاتحاد البريدي العالمي            | ?                    | ?                |
|             | منظمة حظر الأسلحة الكيميائية       | ?                    | ?                |
|             | الأمم المتحدة                      | 13 نوفمبر 1945       | 21 سبتمبر 1971   |
|             | منظمة الشرطة الجنائية الدولية      | ?                    | ?                |
|             | وكالة ضمان الاستثمار متعدد الأطراف | 13 أغسطس 1991        | 22 أكتوبر 1996   |
|             | مؤسسة التمويل الدولية              | 20 يوليو 1956        | 11 أكتوبر 2008   |
|             | البنك الدولي للإنشاء والتعمير      | 27 ديسمبر 1945       | 25 سبتمبر 1972   |
|             | الاتحاد الدولي للاتصالات           | 20 فبراير 1932       | 27 مارس 1973     |
|             | يونسكو                             | 1 يوليو 1955         | 27 يناير 1972    |

## وصلات خارجية
- موقع وزارة الخارجية الإثيوبية
- موقع وزارة الخارجية القطرية